# Суспільне надбання у 2016 році
Список авторів, чиї твори переходять у суспільне надбання у 2016, оскільки минуло 70 років після їх смерті.

## Українського походження

### Письменники, поети
- Косач-Кривинюк Ольга Петрівна
- Филипчак Іван
- Герась Соколенко
- Гануляк Григорій Григорович
- Попович-Боярська Климентина Карлівна
- Вайсблат Володимир Наумович
- Тарноградський Валер'ян Петрович
- Адамов Григорій
- Дем'ян Бєдний
- Любченко Аркадій Панасович
- Троянкер Раїса Львівна

### Художники
- Якібюк Василь Григорович

### Архітектори
- Мазуленко Федір Михайлович

### Композитори, музиканти
- Якименко Федір Степанович
- Ступницький Василь Петрович
- Йориш Володимир Якович
- Молчанов Порфирій Устинович
- Зілоті Олександр Ілліч

### Науковці
- Колесса Олександр Михайлович
- Холостенко Євген В'ячеславович
- Осадчий Тихін Іванович
- Василь Тарнавський (теолог)
- Антонович Дмитро Володимирович